# Guarbecque
Guarbecque település Franciaországban, Pas-de-Calais megyében. Lakosainak száma 1375 fő (2022. január 1.). Guarbecque Saint-Venant, Isbergues, Busnes és Ham-en-Artois községekkel határos.

## Népesség
A település népességének változása:
| Lakosok száma | 1429 | 1443 | 1448 | 1425 | 1416 | 1399 | 1388 | 1369 | 1375 |
|               | 2013 | 2015 | 2016 | 2017 | 2018 | 2019 | 2020 | 2021 | 2022 |